# Hồ Văn Châm
Hồ Văn Châm 9 tháng 7 năm 1932 – 31 tháng 7 năm 2013) còn gọi là Minh Vũ, là bác sĩ và chính khách, từng giữ chức Tổng trưởng Bộ Chiêu hồi và Tổng trưởng Bộ Cựu Chiến binh Việt Nam Cộng Hòa.:102 Sau biến cố 30 tháng 4 năm 1975, ông bị chế độ cộng sản đưa đi học tập cải tạo suốt mười ba năm về sau mới được trả tự do di cư sang Canada sinh sống cho đến cuối đời.

## Tiểu sử

### Thân thế và học vấn
Hồ Văn Châm sinh ngày 9 tháng 7 năm 1932 tại làng Phước Tích, tỉnh Thừa Thiên, Trung Kỳ, Liên bang Đông Dương.
Ông gia nhập Đại Việt Quốc dân Đảng vào năm 1955.:102 Năm 1969, ông được bổ nhiệm làm Tổng ủy viên Ban Chấp hành Trung ương Đại Việt Quốc dân Đảng.
Năm 1962, ông tốt nghiệp tiến sĩ y khoa tại Viện Đại học Sài Gòn. Ông còn lấy thêm bằng tiến sĩ khoa học dinh dưỡng tại Viện Đại học Columbia năm 1965 và tiến sĩ y tế học cũng tại nơi đây vào năm 1969.:102

### Sự nghiệp chính trị
Từ ngày 1 tháng 9 năm 1969 đến ngày 16 tháng 2 năm 1974, ông được bổ nhiệm làm Tổng trưởng Bộ Chiêu hồi trong nội các Trần Thiện Khiêm,:102 phụ trách kế hoạch chiêu hồi nhằm khuyến khích binh lính Mặt trận Dân tộc Giải phóng miền Nam Việt Nam đào ngũ chạy sang chính phủ Việt Nam Cộng hòa thông qua hoạt động tuyên truyền và tâm lý chiến. Đầu năm năm 1974, Bộ Chiêu hồi bị giải thể rồi ít lâu sau sáp nhập vào Phủ Tổng ủy Dân vận để lập nên Bộ Dân vận và Chiêu hồi, ông mới đổi sang làm Tổng trưởng Bộ Cựu Chiến binh.
Tháng 11 năm 1974, Hoàng Đức Nhã từ chức Tổng trưởng Bộ Dân vận và Chiêu hồi vì những khác biệt về chính sách với Thủ tướng Trần Thiện Khiêm, ông được Thủ tướng giao kiêm nhiệm chức vụ Quyền Tổng trưởng Bộ Dân vận và Chiêu hồi để tạm thời xử lý công việc của bộ này cho đến lúc nội các Nguyễn Bá Cẩn thành lập ngày 14 tháng 4 năm 1975.

### Sau năm 1975
Sau khi Sài Gòn thất thủ vào cuối tháng 4 năm 1975, ông bị chính quyền cộng sản bắt giam và đưa đi học tập cải tạo từ tháng 5 năm 1975 cho đến tháng 2 năm 1988. Tháng 5 năm 1993, ông di cư sang Canada và định cư tại Ottawa, làm chủ tịch Hội đồng Nghiên cứu Sách lược Đại Việt Cách mạng Đảng. Ông qua đời ngày 31 tháng 7 năm 2013 tại Ottawa, Canada, hưởng thọ 82 tuổi.

## Đời tư
Hồ Văn Châm là một Phật tử với pháp danh Nguyên Minh. Vợ ông quê Quảng Ngãi. Hai vợ chồng có tất cả bảy người con.

## Ấn phẩm
- Les Relations Alimentaires dans les Corps de Troupes au Vietnam, luận án tiến sĩ, Khoa Y Viện Đại học Sài Gòn, 1962.[5](tr102)
- Nutrition situation in Vietnam, Sài Gòn, 1965.[5](tr103)

## Vinh danh
- Đệ Ngũ Đẳng Bảo Quốc Huân Chương
- Đệ Nhất Đẳng Y Tế Bội Tinh
- Nông Thôn Kiến Thiết Bội Tinh
- Đệ Nhất Đẳng Dân Tộc Phát Triển Bội Tinh
- Đệ Nhị Đẳng Lục Quân Huân Chương
- Đệ Nhất Hạng Danh Dự Bội Tinh
- Không Vụ Vinh Công Bội Tinh
- Chiến Dịch Bội Tinh Niên Đại 1960
- Đệ Tam Đẳng Quân Phong Bội Tinh
- Đệ Tam Đẳng Quân Vụ Bội Tinh

Tham khảo:(tr103)